# Molophilus (Austromolophilus) setuliferus
Molophilus (Austromolophilus) setuliferus is een tweevleugelige uit de familie steltmuggen (Limoniidae). De soort komt voor in het Australaziatisch gebied.